# Breitenfeld (Leipzig)
Pour les articles homonymes, voir Breitenfeld.
Breitenfeld est un village de Saxe appartenant aujourd'hui à la ville de Leipzig. Le village est situé au nord de la zone de la foire, près de l'ancienne route de Landsberg. Au sud, le district de Gohlis est limitrophe, à l'ouest se trouve Lindenthal, à l'est Wiederitzsch.
Deux batailles y furent gagnées par les Suédois sur les Impériaux : 
- première bataille de Breitenfeld (1631)
- seconde bataille de Breitenfeld (1642)